# Filière chia de France
 (mars 2021).

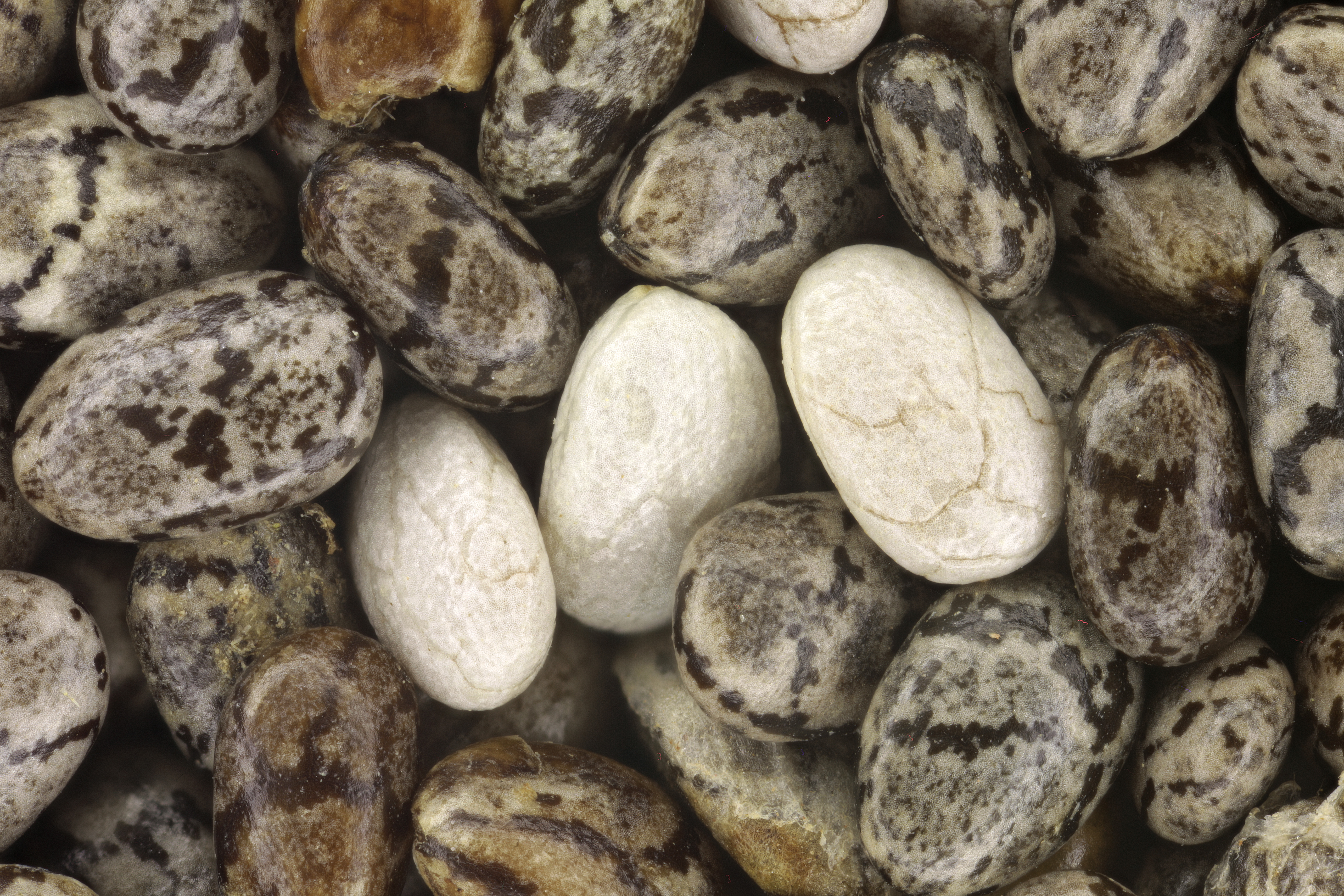
Couleur et détails des graines de chia.

La filière chia de France est la première filière de production de graines de chia au niveau européen.
Elle travaille depuis 2017 à l'implantation locale et durable de la chia en France, qui est une plante originaire d'Amérique du Sud. La culture de la chia est devenue possible en France grâce à la sélection de la variété ORURO, une variété de chia naturellement adaptée aux conditions climatiques tempérées.
La filière chia de France a comme rôle de faciliter et harmoniser la production agricole nationale en accompagnant des agriculteurs qui veulent découvrir la culture,.
Elle a aussi pour fonction de sécuriser le revenu des agriculteurs et de démocratiser la consommation et l'utilisation de la graine de chia auprès des consommateurs.

## Historique de la culture en France
La chia fait partie de la famille des Lamiacées, famille dont font partie le thym, la sauge, le basilic, la lavande et d'autres plantes cultivées à petite échelle en France.
La culture de la graine de chia est possible en France grâce à une dizaine d'années de recherche ayant permis le développement d'une nouvelle variété, adaptée naturellement aux conditions climatiques et caractéristiques du sol français, la variété ORURO.
Cette variété est étudiée de près pour ses caractéristiques fonctionnelles et nutritionnelles.

## Origine
La chia est une plante herbacée millénaire ; chia est prononcé « tchia » en espagnol et pourrait être traduit par « huile », « rendre fort » ou « force » selon la civilisation (Incas, Mayas ou Aztèques). Son étymologie pourrait être chiyan, qui désigne la sauge Salvia hispanica en nahuatl. 
La chia est originaire des régions montagneuses de la cordillère des Andes, sous les latitudes tropicales et subtropicales. Depuis 2 500 av. J.C, la chia était connue en tant qu’aliment et médicament important. C’était l'une des quatre cultures de base avec le maïs, les haricots et l'amarante.
La chia était traditionnellement présentée en offrande lors de cérémonies religieuses ; sa culture est interdite par les colons espagnols et tombe dans l'oubli durant plusieurs siècles.